# Brett Alderman
Brett Alderman, (ur. 27 lutego 1979 w Toowoomba) – australijski siatkarz, występujący na pozycji przyjmującego. Jego atrybuty fizyczne to 191 cm i 90 kg. Zasięg w ataku Aldermana wynosi 345 cm, a zasięg w bloku 328 cm. W reprezentacji występuje z numerem 18. W reprezentacji Australii wystąpił 153 razy, wraz z reprezentacją na Mistrzostwach Świata 2002, IO 2004 w Atenach oraz na MŚ 2006 w Japonii.